# محمدرضا عارف
محمدرضا عارف (زادهٔ ۲۷ آذر ۱۳۳۰) سیاستمدار ایرانی است که از ۷ مرداد ۱۴۰۳ معاون اول رئیس‌جمهور در دورهٔ ریاست‌جمهوری مسعود پزشکیان است. او همچنین عضو حقیقی مجمع تشخیص مصلحت نظام، عضو پیوسته و رئیس گروه علوم مهندسی فرهنگستان علوم ایران، رئیس بنیاد امید ایرانیان و رئیس هیئت مدیره بنیاد باران است. عارف پیش‌تر نمایندهٔ تهران، ری، شمیرانات، اسلامشهر و پردیس و رئیس فراکسیون امید در دوره دهم مجلس شورای اسلامی و از سال ۱۳۸۰ تا ۱۳۸۴ نیز معاون اول رئیس‌جمهور محمد خاتمی بود.
عارف پس از تحصیل مهندسی برق در دانشگاه تهران و دانشگاه استنفورد، کار خود را با معاونت طرح و توسعه و سپس سرپرستی شرکت مخابرات ایران آغاز کرد. او از سال ۱۹۸۲ تا ۱۹۹۵ استاد دانشگاه صنعتی اصفهان و از آن زمان استاد دانشکده مهندسی برق دانشگاه صنعتی شریف بوده است. در سال‌های دهه ۱۳۶۰ در سمت‌های معاونت‌های دانشجویی، آموزشی و هماهنگی و قائم مقامی وزارت فرهنگ و آموزش عالی مشغول به کار بود. او بین سال‌های ۱۳۷۳ تا ۱۳۷۶ به‌عنوان رئیس دانشگاه تهران فعالیت می‌کرد. با انتخاب سید محمد خاتمی به‌عنوان رئیس‌جمهور ایران در ۱۳۷۶، عارف به عنوان وزیر پست و تلگراف و تلفن به کابینه دولت هفتم راه یافت. در سال ۱۳۷۹ به‌عنوان اولین رئیس سازمان مدیریت و برنامه‌ریزی و معاون رئیس‌جمهور منصوب شد. در دولت دوم سید محمد خاتمی او سمت معاون اول رئیس‌جمهور ایران را تا سال ۱۳۸۴ برعهده داشت.
عارف نامزد انتخابات ریاست جمهوری ۱۳۹۲ بود اما پس از یک ماه مبارزه انتخاباتی و پس از دریافت نامه‌ای از خاتمی، چهار روز پیش از رأی‌گیری از شرکت در انتخابات به نفع حسن روحانی انصراف داد. عارف در دهمین دوره انتخابات مجلس شورای اسلامی سرلیست فهرست سی نفرهٔ ائتلاف فراگیر اصلاح طلبان: گام دوم در تهران بود و با کسب ۱٬۶۰۸٬۹۲۶ رأی، در رتبهٔ اول تهران، وارد مجلس دهم شد. در این انتخابات تمام سی کرسی تهران به فهرست اصلاح‌طلبان به سرلیستی وی رسید. عارف نیز بالاترین آرای تهران و سرتاسر کشور را به دست آورد. او در مرداد ۱۴۰۳ توسط رئیس‌جمهور ایران مسعود پزشکیان به سمت معاون اولی وی منصوب گردید.

## اوایل زندگی و تحصیلات
محمدرضا عارف در ۲۷ آذر ۱۳۳۰ در خانواده‌ای مذهبی در یزد به دنیا آمد. پدرش حاج‌میرزا احمد عارف از بازاریان سرشناس یزد بوده‌است. عارف از کودکی در ریاضی موفق بود، گفته می‌شود در پنج سالگی به حساب سیاق تسلط داشته و در سال ۱۳۴۸ در مسابقات کشوری ریاضی در رامسر رتبهٔ نخست کشوری را به دست آورده است. در کنکور سراسری ریاضی ۱۳۴۹ رتبهٔ دوم کشوری را کسب کرد و در رشته مهندسی برق در دانشکدهٔ فنی دانشگاه تهران مشغول به تحصیل شد. عارف در قبل از انقلاب در زمینهٔ برگزاری جلسات مذهبی در دوران دانشجویی در دانشگاه تهران نقش داشته‌است. وی همچنین در سال ۱۳۵۴ توسط کمیته مشترک ضد خراب‌کاری ساواک دستگیر شده‌است. در سال ۱۳۵۴ با معدل ۳٫۹۱ از ۴ فارغ‌التحصیل گشت. در همین سال با استفاده از بورس تحصیلی دانشگاه صنعتی اصفهان به آمریکا رفت. او طی سال‌های تحصیل در ایالات متحده در انجمن اسلامی دانش‌جویان آمریکا و کانادا عضو رسمی بوده و فعالیت داشته است. در سال ۱۳۵۵ مدرک کارشناسی ارشد و در سال ۱۳۵۹ مدرک دکترای خود را در مهندسی برق با معدل چهار از چهار به سرپرستی تامس ام. کاور از دانشگاه استنفورد گرفت.

### فعالیت‌های پژوهشی
او در تز دکترای خود به بررسی شبکه‌های غیر حلقوی که در فرستنده‌ها لینک‌های قطعی پخش‌کننده بدون هیچ تداخل در گیرنده‌ها دارند پرداخت. چنین شبکه‌هایی شبکه‌های عارف نامیده می‌شوند. زمینه تحقیقاتی وی نظریه اطلاعات و رمزنگاری است. وی همچنین از مؤسسان انجمن رمز ایران بوده است.
عارف تألیف یا ارائهٔ بیش از ۳۸۰ مقالهٔ علمی را در کارنامهٔ خود دارد. کتاب سیستم‌های مخابراتی دیجیتال و آنالوگ او در سال ۱۳۶۹ به عنوان کتاب سال انتخاب شد. کتاب‌های سیگنال‌ها و سیستم‌ها و سیگنال‌های تصادفی از دیگر کارهای ترجمهٔ او هستند.
از او مقالات متعددی در ژورنال‌ها و مجلات گوناگون داخلی و خارجی به چاپ رسیده است که فهرستی از آن‌ها در صفحهٔ خانگی او در وبگاه دانشکدهٔ برق دانشگاه صنعتی شریف موجود است.
او از ۱۳۶۰ تا ۱۳۷۳ استاد دانشکده برق و کامپیوتر دانشگاه صنعتی اصفهان بود و از سال ۱۹۹۵ استاد گروه برق مخابرات دانشگاه صنعتی شریف است.

## مسئولیت‌های اولیه
عارف پس از بازگشت به ایران، بین سال‌های ۱۳۵۹ تا ۱۳۶۰ معاونت و از ۱۳۶۱ تا ۱۳۶۲ سرپرستی شرکت مخابرات ایران را عهده‌دار بود. در همین سال‌ها وی معاونت آموزش و معاونت دانشجویی وزارت فرهنگ و آموزش عالی را نیز بر عهده داشته‌است. او بین سال‌های ۱۳۶۹ تا ۱۳۷۶ به عنوان مشاور آموزشی و قائم مقام وزیر در هیئت‌های ممیزه فعالیت می‌کرد.

## ریاست دانشگاه تهران
در ۲۳ آذر ۱۳۷۳، محمدرضا هاشمی گلپایگانی وزیر فرهنگ و آموزش عالیِ وقت، عارف را پس از بیش از یک دهه فعالیت در وزرات فرهنگ به ریاست دانشگاه تهران منصوب کرد.
به گفته مشاور عارف، مرتضی سرسنگی، در زمان تصدی او بر این نهاد تشکل‌های دانشجویی توسعه پیدا کردند. سرسنگی همچنین گفته که عارف با درخواست برخی گروه‌هایی که خواهان جلوگیری از تدریس عبدالکریم سروش در دانشگاه تهران بودند، مخالفت کرده است.

## در دولت محمد خاتمی

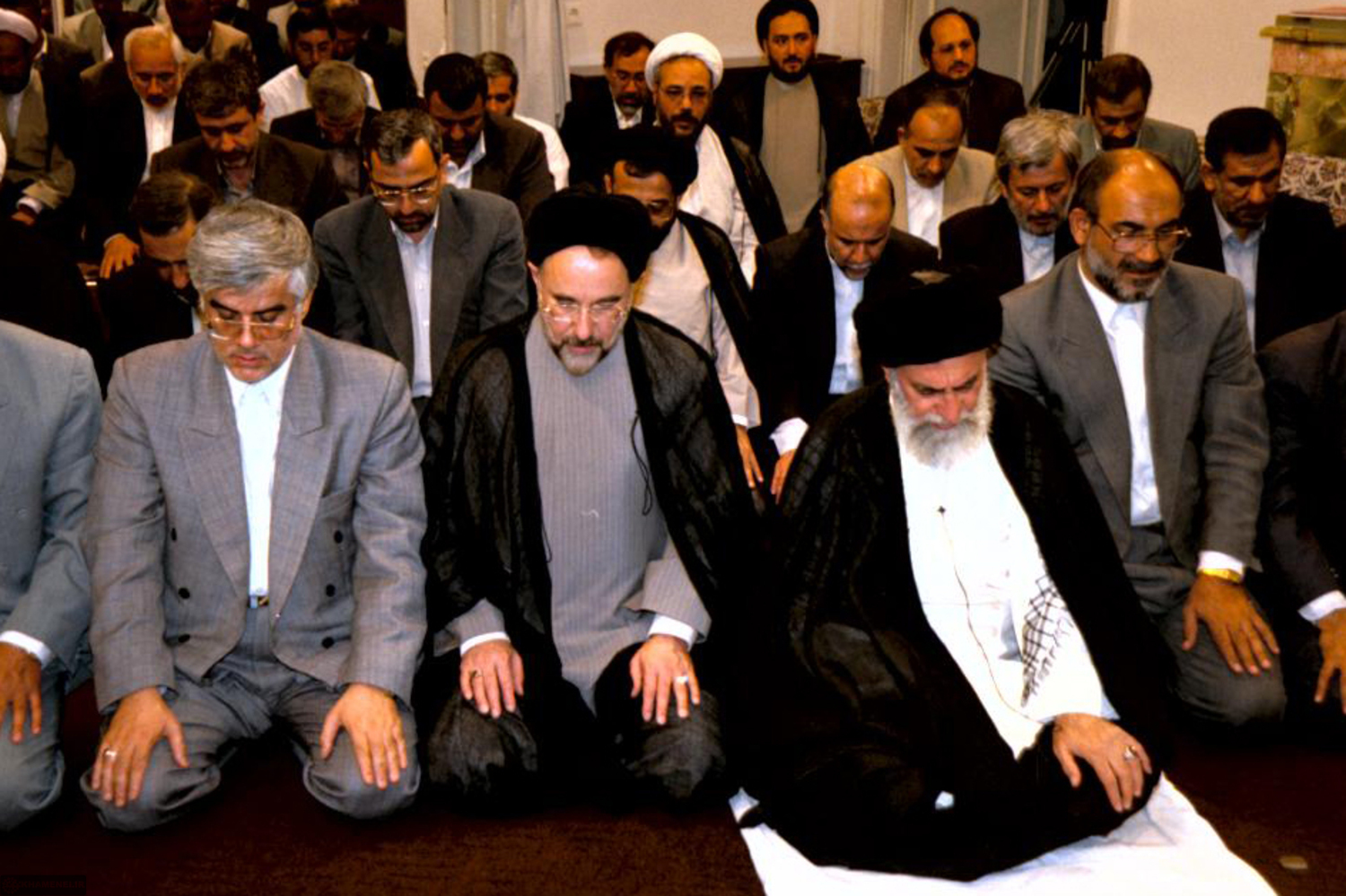
عارف (نفر دوم از چپ) در حال اقامه نماز به همراه دیگر اعضای دولت هفتم در دیدار با سید علی خامنه‌ای، شهریور ۱۳۷۹

پس از پیروزی سید محمد خاتمی در انتخابات ۱۳۷۶، وی مشغول تشکیل کابینه‌اش شد. خاتمی، عارف را برای تصدی یکی از وزراتخانه‌های فرهنگ و آموزش عالیِ یا پست، تلگراف و تلفن در نظر داشت. در نهایت تصمیم بر این شد که عارف نامزد وزارت پست، تلگراف و تلفن شود. در ۲۹ مرداد ۱۳۷۶، حدود دو هفته پس از مراسم تحلیف خاتمی، مجلس پنجم با ۲۴۶ رای موافق از کل ۲۹۰ نماینده به عارف رای اعتماد داد.
حدود یک سال مانده به پایان کار دولت هفتم در مرداد سال ۱۳۷۹ و پس از تصمیم دولت برای ادغام سازمان برنامه و بودجه با سازمان اداری و استخدامی کشور برای ایجاد سازمان مدیریت و برنامه‌ریزی، عارف از مقام وزارت پست استعفا کرده و با حکم رئیس‌جمهور اولین رئیس این سازمان شد.

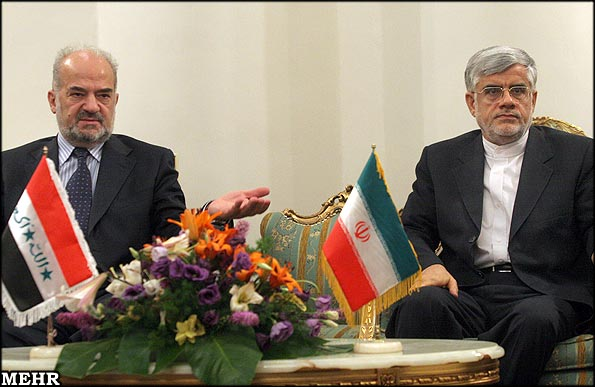
عارف در ملاقات با نخست‌وزیر عراق، ابراهیم الجعفری در تهران، تیر ۱۳۸۴

پس از پیروزی مجدد خاتمی در انتخابات ریاست جمهوری ۱۳۸۰ و خودداری حسن حبیبی معاون اول رئیس‌جمهور از زمان ایجاد منصب در دو دولت رفسنجانی و دولت اول خاتمی از پذیرش مجدد این مقام، محمد خاتمی، عارف را به عنوان دومین معاون اول رئیس‌جمهور در تاریخ ایران منصوب کرد. او در تمامی مدت حضور دولت هشتم در پاستور، این مقام را در اختیار داشت. در دوران تصدی عارف بر این مقام با تغییراتی که در پروتکل‌های تشریفاتی ایران به وجود آمد، اهمیت مقام معاون اول ریاست‌جمهوری افزایش یافت و در پی آن مراسم استقبال از مقامات کشورهای مختلف که به ایران سفر می‌کنند توسط عارف برگزار شد.

## انتخابات دوره هشتم مجلس شورای اسلامی
عارف در انتخابات مجلس شورای اسلامی ۱۳۸۶ در اعتراض به رد صلاحیت اصلاح‌طلبان از ادامه رقابت انصراف داد، در آن انتخابات از وی به عنوان نفر اول فهرست انتخاباتی ائتلاف اصلاح طلبان نام برده می‌شد.

## انتخابات ریاست جمهوری ۱۳۹۲
عارف پیش‌تر اعلام کرده بود در صورت کاندید شدن خاتمی یا هاشمی، کاندید نخواهد شد ولی سرانجام با اعلام قبلی، در روز چهارم ثبت نام کاندیدهای ریاست جمهوری با حضور در ستاد انتخابات وزارت کشور با شعار «معیشت، منزلت و عقلانیت» ثبت نام خود را قطعی کرد.
شعار انتخاباتی دیگر او «زندگی آبرومندانه و شرافتمندانه در سایه کشورداری خردمندانه» بود.
وی جزء ۸ نفری بود که برای یازدهمین دوره ریاست جمهوری، از سوی شورای نگهبان تأیید صلاحیت شد.

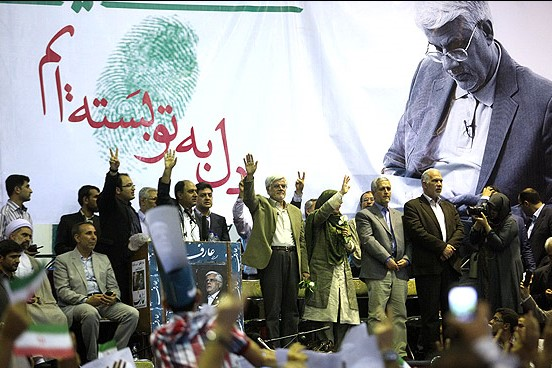
همایش انتخاباتی عارف در شیراز، ۲۰ خرداد ۱۳۹۲

صادق زیباکلام در مورد اعلام کاندیداتوری محمدرضا عارف گفت که او حد نهایی پذیرش اصولگرایان است و اگر روزی اصولگرایان مجبور شوند شخصی اصلاح‌طلب را به عنوان رئیس‌جمهور انتخاب کنند حد نهایی‌اش عارف خواهد بود و به غیر از عارف حاضر نیستند هیچ نامزد اصلاح‌طلبی را بپذیرند. زیباکلام همچنین پیش‌بینی کرده بود که در صورت عدم حمایت اصلاح‌طلبان از او و در صورتی که به عنوان یک شخص وارد انتخابات شود حتی از ولایتی و حدادعادل (با سقف رأی‌های پنج میلیون) هم کمتر رأی خواهد آورد و سقف رأی او به عنوان نامزد مستقل به دو میلیون رأی نیز نخواهد رسید.
در اواخر سال ۱۳۹۱ جعفر توفیقی — وزیر علوم دولت اصلاحات — به عنوان رئیس ستاد انتخاباتی محمدرضا عارف منصوب و حسن رسولی — از اعضای هیئت‌مدیرهٔ بنیاد باران — به عنوان سخنگوی ستاد انتخابات عارف برگزیده شد.
عارف اعلام کرد که رنگ سفید را به عنوان رنگ انتخاباتی خود برگزیده است.
ستاد انتخاباتی عارف با تأکید بر محوریت اصول اخلاقی در جریان انتخابات منشوری را در ده بند با عنوان منشور اخلاق انتخاباتی منتشر کرد که تأکید آن بر ضرورت رفتار در چارچوب قانون و گفتار صادقانه و تصمیم‌گیری بر مبنای عقلانیت بود.

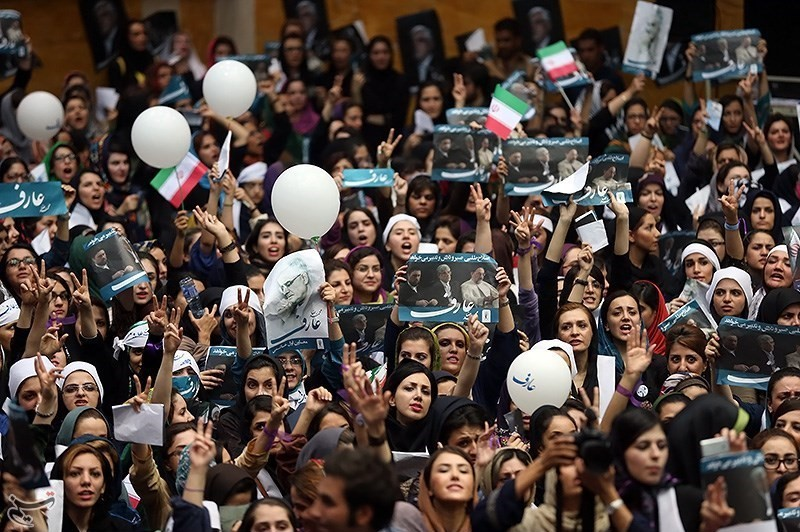
همایش حامیان محمد رضا عارف در خانه والیبال تهران، کارزار انتخاباتی او برخلاف حسن روحانی و محسن رضایی رنگ رسمی‌ای را انتخاب نکرده بود

عارف حل گرانی و بحث اشتغال را اولویت اصلی خود اعلام کرد و در مورد برنامه‌هایش گفت که برای رشد کشور برنامهٔ جامعی دارد که در فاز اول مهار تورم است و در این کار دولت دخالت می‌کند تا تورم کنترل شود. او برقراری انضباط مالی و جذب سرمایه را از برنامه‌های دیگرش عنوان کرد. وی همچنین احیای سازمان مدیریت و برنامه‌ریزی را از اصلی‌ترین برنامه‌های کاری خود ذکر کرد و گفت توجه به توسعه گردشگری را در اولویت قرار خواهد داد و وعده داد که سالانه ۱ میلیون شغل ایجاد کند که ۲۰۰هزار شغل آن از محل توسعه گردشگری باشد.

### انصراف از انتخابات
سایت اینترنتی عارف در نیمه شب بیست خرداد انصراف او را با موضع «تمکین از اجماع» با محوریت خاتمی از کاندیداتوری ریاست جمهوری اعلام کرد. در اطلاعیه وبگاه او نوشته شد که غروب دوشنبه نامه‌ای را از محمد خاتمی، رئیس‌جمهوری پیشین دریافت کرده و «ایشان طی این نامه در مقام رهبری اصلاحات، ادامه حضورم را در صحنه انتخابات یازدهمین دوره ریاست جمهوری مصلحت ندانسته‌اند» آقای عارف در ادامه نوشته است: «با عنایت به نظر صریح خاتمی و تجارب انتخابات دو دوره گذشته ریاست جمهوری، انصراف خود را از ادامه رقابت‌های انتخاباتی اعلام می‌دارم.» سخنگوی او اعلام کرد عارف به نفع هیچ نامزدی کنار نرفته و ستادهای او به کار خود پایان دادند.

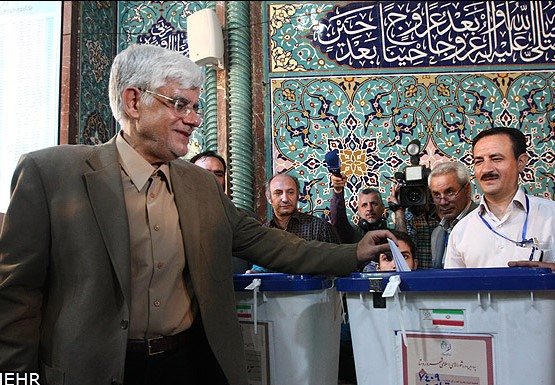
عارف در حال انداختن رای خود به صندوق در حسینیه ارشاد، ۲۴ خرداد ۱۳۹۲

او هنگام دادن رأی خود، اعلام کرد که به نفع حسن روحانی کنار کشیده است. این انصراف عملاً راه برای پیروزی حسن روحانی فراهم ساخت.

علی عسگری، معاون پارلمانی مرکز تحقیقات استراتژیک مجمع تشخیص مصلحت نظام در خصوص انگیزه اصلی درخواست خاتمی از عارف این‌گونه شرح می‌دهد:
آقای خاتمی در نامه‌ای به آقای ناطق پیشنهاد کرد که ۳ نفر از طرف آقای روحانی و ۳ نفر از طرف آقای عارف معرفی شوند و چند نفر هم مرضی‌الطرفین باشند و این شورا تصمیم بگیرند. بعد آقای ناطق در جلسه‌ای (مراسم عروسی نوه شهید صدوقی) به آقای خاتمی گفته بود فرصتی برای تشکیل این چنین شورایی وجود ندارد و گفته بود که مگر غیر از این است که آقای عارف گفته که «اگر آقای خاتمی به من بگویند، من کنار می‌روم» این موضوع را مکتوب کنید؛ بنابراین آقای ناطق نقش اثرگذاری داشت که آن نامه را آقای خاتمی بنویسد.
سایت پویش در این انتخابات به عنوان رسانه جوانان حامی عارف، مواضع او را پوشش می‌داد.
حسن روحانی، در دیداری که به مناسبت نوروز ۱۳۹۴ با عارف داشت، از حمایت‌هایی که عارف از وی به‌عمل آورده بود، تشکر کرد.

### رد پیشنهاد وزارت دولت یازدهم
پس از پیروزی حسن روحانی در یازدهمین دوره انتخابات ریاست جمهوری، وی وزارت علوم، تحقیقات و فناوری و وزارت ارتباطات و فناوری اطلاعات را به محمدرضا عارف پیشنهاد کرد، اما عارف هیچ‌یک را نپذیرفت. حسن رسولی، سخنگوی انتخاباتی عارف، در این خصوص، چنین اظهارنظر کرد:
«... در عرف اداری نیز پسندیده نیست وقتی کسی نفر دوم یک دولت است، مسئولیت یک وزارتخانه را برعهده گیرد. مانند این است که یک دولت اصولگرا روی کار بیاید و به آقای احمدی‌نژاد که ۸ سال رئیس‌جمهور بوده، پیشنهاد وزارت راه و شهرسازی را بدهد. اگرچه اشکالی ندارد، ولی عرف آن را نمی‌پذیرد.»

## مجلس شورای اسلامی

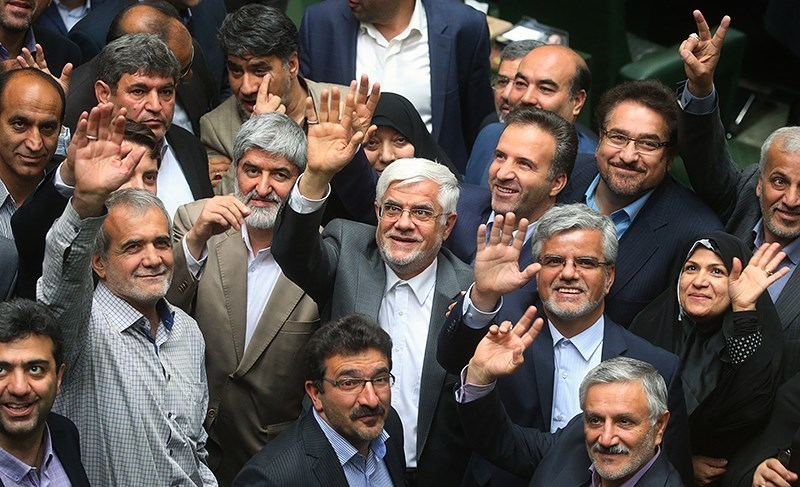
عارف در مجلس دهم ریاست فراکسیون امید که شامل اعضای لیست امید بود را بر عهده داشت

عارف مدتی پس از انتخابات ریاست جمهوری، اعلام کرد که نامزد نمایندگی مجلس شورای اسلامی در دوره دهم خواهد شد.
او در روز سه‌شنبه اول دی ۱۳۹۴ به همراه همسرش با حضور در وزارت کشور ثبت نام کرد.
در دهمین دوره انتخابات مجلس شورای اسلامی، محمدرضا عارف، سرلیست فهرست سی نفرهٔ ائتلاف فراگیر اصلاح طلبان: گام دوم در تهران بود و توانست با کسب ۱٬۶۰۸٬۹۲۶ رأی، در رتبهٔ اول تهران، وارد دهمین دوره مجلس شورای اسلامی شود. در این انتخابات تمام سی کرسی تهران به فهرست اصلاح طلبان به سرلیستی وی رسید. عارف نیز بالاترین آرای تهران و سرتاسر کشور را به‌دست‌آورد.
با آغاز به کار مجلس دهم، محمدرضا عارف برای انتخابات هیئت رئیسه مجلس به عنوان نامزد ریاست موقت با علی لاریجانی رقابت کرد اما با کسب ۱۰۳ رأی در برابر ۱۷۳ رأی لاریجانی از مجموع ۲۷۹ رأی نتوانست به ریاست دست یابد.

وی بابت سکوت و انفعال خود طی بخش زیادی از دوران حضورش در مجلس به‌خصوص در طی اعتراضات دی ۹۶ و آبان ۹۸ تحت شرایطی که رهبری نمایندگان اصلاحات را نیز بر عهده داشت مورد انتقادات زیادی قرار گرفت. او درمورد این انتقادات پس از پایان دوره نمایندگی اینگونه پاسخ داد: 
 … کجا سکوت کرده‌ام؟ … یک اتفاق مهم را بگویند که ما پیگیری نکرده باشیم. … برای نمونه مادرانی که همسران خارجی داشتند نمی‌توانستند برای فرزندان خود شناسنامه بگیرند. این مسئله مطالبه ای به درازای دو- سه دهه بود که حل شد.
... در مورد مسائل آبان ۹۸ و افزایش قیمت بنزین، فراکسیون امید طرحی سه فوریتی داشت البته هیچ‌کس در کشور مخالف اصلاح قیمت نبود اما گاهی چگونگی یک اقدام مهم‌تر از خود اقدام است. جلسه سران قوا و رهنمودی که رهبر معظم انقلاب دادند باعث شد تا طرح سه فوریتی اصلاح قیمت بنزین کنار گذاشته شود.

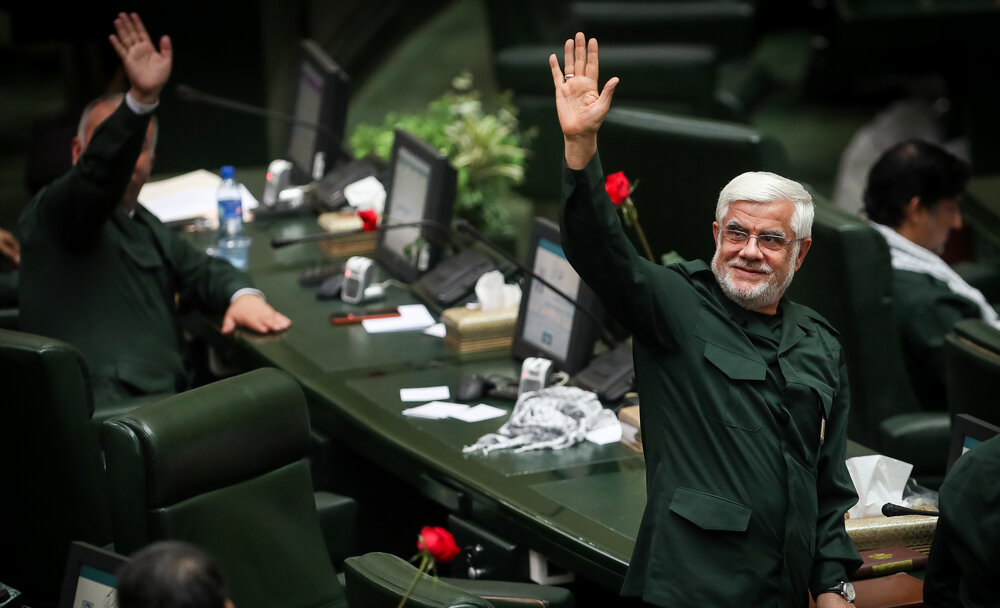
عارف در لباس سپاه پاسداران، در محکومیت قرار گرفتن سپاه در فهرست گروه‌های تروریستی دولت ایالات متحدهٔ آمریکا

محمدرضا عارف در سومین سال دوره دهم به عنوان رئیس کمیسیون آموزش و تحقیقات مجلس شورای اسلامی انتخاب گردیده و جای محمدمهدی زاهدی را گرفت. عارف تنها یک سال در این سمت فعالیت کرد و در چهارمین سال مجلس دهم، مجدداً جای خود را به زاهدی داد.
او در یازدهمین دوره انتخابات مجلس شورای اسلامی ثبت نام نکرد.

## در دولت مسعود پزشکیان
مسعود پزشکیان پس از پیروزی در انتخابات ریاست‌جمهوری ۱۴۰۳ و تحویل گرفتن دولت و نهاد ریاست‌جمهوری، عارف را در ۷ مرداد ۱۴۰۳ به سمت معاون اول رئیس‌جمهور منصوب کرد.
در ۱۰ مرداد به‌دنبال ترور اسماعیل هنیه، شاخص کل بورس ایران ریزش داشت و عارف دستور تزریق منابع صندوق توسعه ملی و شبکه بانکی به بازار سهام را برای برطرف شدن نگرانی سهامداران صادر کرد.

## سمت‌های دیگر
او با حکم سید علی خامنه‌ای عضو پیوسته فرهنگستان علوم ایران و از ۲۵ اسفند ۱۳۸۰ عضو مجمع تشخیص مصلحت نظام است. عارف همچنین رئیس هیئت مدیره بنیاد باران و یکی از اعضای اصلی بنیان‌گذار جبهه مشارکت ایران اسلامی بوده است. وی همچنین از سال ۱۳۹۲ عضو شورای عالی جمعیت هلال احمر جمهوری اسلامی ایران و مشاور عالی رئیس این جمعیت ملی در امور بشردوستانه بوده‌است.
عارف از سال ۱۳۹۰ تا ۱۴۰۰ عضو حقیقی شورای عالی انقلاب فرهنگی بود.

## دیدگاه‌های سیاسی

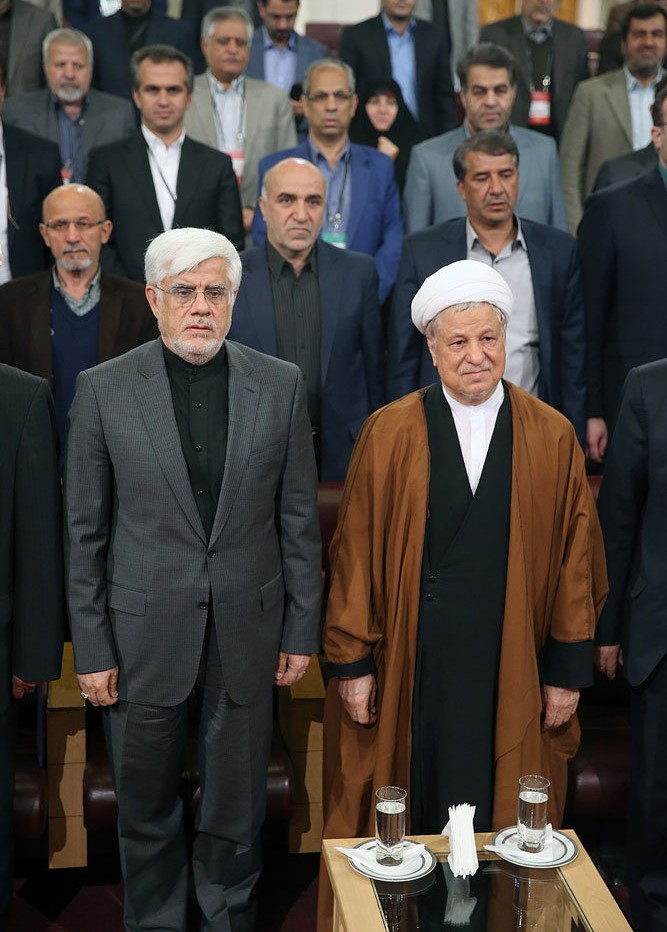
عارف در کنار اکبر هاشمی رفسنجانی، در جشن پیروزی لیست امید چند روز پس از انتخابات مجلس شورای اسلامی و مجلس خبرگان رهبری در اسفند ۱۳۹۴

عارف با دیدگاه‌های سید محمد خاتمی موافق است و خود را اصلاح‌طلب معرفی می‌کند. او در گفت‌گو با هفته‌نامهٔ مثلث گفته است: «در کل تفکر اصلاح‌طلبی را قبول دارم که آقای خاتمی آن را نمایندگی می‌کرد و منجر به دوم خرداد ۷۶ شد. اصلاح‌طلبی در داخل نظام و برای پاسداری از ارزش‌ها و آرمان‌ها و اجرای کامل قانون اساسی است.» او همچنین خود را معتقد به خطوط قرمز معرفی می‌کند و می‌گوید باید در برخی موارد اجرایی در چارچوب نظام کوتاه آمد و در عین حال گفته است در صورت مورد قبول واقع شدن برنامه‌هایش از سوی مردم به هیچ احدی اجازهٔ عبور از خطوط قرمزش را نخواهد داد.
عارف در سال ۱۳۸۷ در مصاحبه با هفته‌نامه شهروند امروز، گفت «نمی‌خواهم کسی من را با رو در بایستی تأیید کند. نمی‌خواهم جریان اصلاح طلب را وادار به تصمیمی بکنم… با ذی نفوذان و بزرگان جریان اصلاح طلب مذاکره می‌کنم و … آن وقت تصمیم نهایی را می‌گیرم. هر نظامی افرادی را در آب نمک می‌خواباند تا در شرایط لازم از آن‌ها استفاده کند، فکر می‌کنم من یکی از آن افراد هستم که در آب نمک خوابیده‌ام. به همین خاطر الان احساس تکلیف می‌کنم و می‌آیم.»
او نگاه اصلاح‌طلبی را میانه‌روی و اعتدال می‌داند و می‌گوید در منش اصلاح طلبان و شخصیت‌هایی همچون آقای خاتمی رودررویی با نظام هیچ‌گاه وجود نداشته است.
علوم انسانی
عارف از نگاه‌های تنگ‌نظرانه به مقولهٔ علوم انسانی انتقاد می‌کند: «نمی‌شود به صورت دستوری به دنبال اسلامی کردن علوم انسانی بود باید کار تحقیقاتی مستمر با همکاری استادان برجسته حوزه و دانشگاه بر روی آن صورت بگیرد.»
دانشگاه‌ها و جنبش دانشجویی
عارف در مورد دانشجویان گفته است که برای اینکه دانشجو به پرسشگری برسد بهتر است از پرخاشگری شروع کند و از مسئولان دانشگاهی می‌خواهد تحمل پرخاش دانشجویان را داشته باشند. در عین حال بیان می‌کند که برای رسیدن جنبش دانشجویی به جایگاه واقعی خودش دانشجویان نیز باید آمادگی پرداخت هزینه را داشته باشند.
عارف در جمع هستهٔ مرکزی پویش امید از برخوردهای حذفی با دانشجویان گلایه کرد و گفت اگر بخواهیم روند نامطلوب فعلی متوقف شود راهی جز اصلاحات نداریم.
وی با تفکیک جنسیتی در دانشگاه‌ها به جد مخالف است و می‌گوید: «باورم این است که دانشجو به سنی رسیده که خیر و شر خود را تشخیص دهد و از دیدگاه من دانشگاه سالم‌ترین بخش جامعه است.» او وعده داده است که برای همیشه مسئلهٔ دانشجویان ستاره‌دار را حل خواهد کرد.
حوزه‌های علمیه

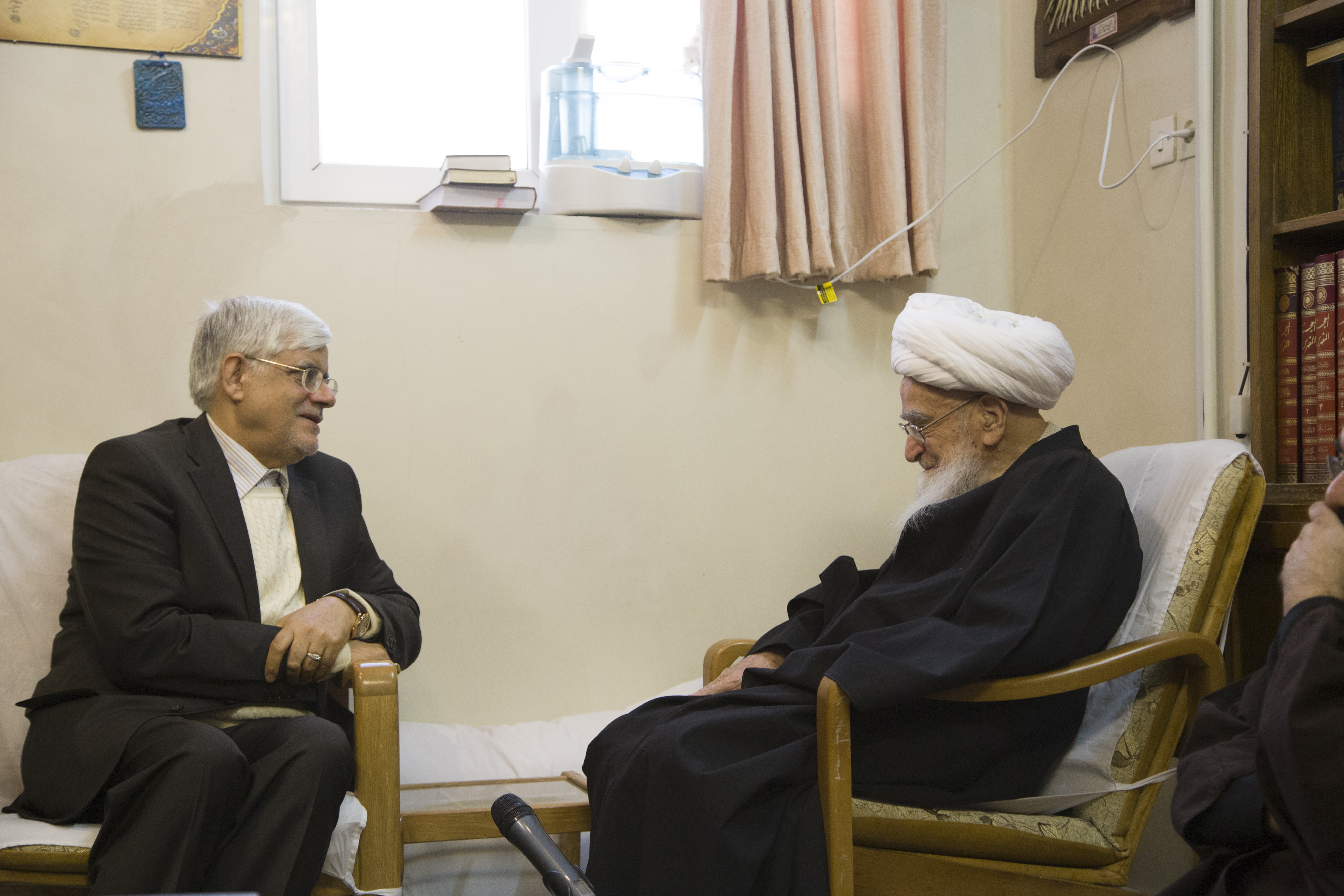
در دیداری با لطف‌الله صافی گلپایگانی در دی ماه ۱۳۹۵

عارف دربارهٔ حوزه‌های علمیه عنوان کرده است که حوزه‌های علمیه حیات خود را وامدار جامعه دینداران است و «بقا و بالندگی حوزه‌های علمیه در حفظ همین هویت مدنی است». او می‌گوید تبدیل‌شدن حوزه‌های علمیه به بخشی از اجزای نظام به کارآمدی نهاد روحانیت ضربه وارد می‌کند و باعث می‌شود حوزه‌ها سرمایه‌های مدنی خود را که در طی قرن‌ها به دست آمده است از دست بدهند. با این وجود تأکید می‌کند که استقلال حوزه‌های علمیه به معنای تعامل نداشتن با حاکمیت نیست.
زندانیان سیاسی
او در مورد حصر زندانیان سیاسی گفته است که حل بسیاری از مشکلات وابسته به انتخابات پرشور و مشارکت همگان است و امیدوار است که مسئولان زمینهٔ این مشارکت را فراهم کنند و می‌گوید اگر در قدرت باشیم می‌توانیم زمینه رفع حصر و آزادی زندانیان را فراهم کنیم.
عارف در زمستان ۱۳۹۲ در جمع دانشجویان دانشگاه تهران گفت: «رهبر معظم انقلاب هیچ‌وقت آقایان موسوی و کروبی را به عنوان سران فتنه نام نبرده‌اند و رأس فتنه را متوجه برخی کشورهای خارجی و معاند دانسته‌اند. هر کسی با توجه به دیدگاه و گرایش سیاسی که دارد می‌خواهد برای آقای موسوی و کروبی حکم صادر کند که این کار درستی نیست.»
دولت احمدی‌نژاد
عارف در مورد عملکرد دولت نهم گفته است که این جریان توان ادارهٔ کشور را نداشته و متولیان اجرایی آن ضعیف عمل کرده‌اند. او در مورد علت همکاری‌نکردن با دولت پس از اصلاحات بیان می‌کند که به کار جمعی معتقد است و با شناختی که از روحیه حاکم بر دولت داشته، استفاده از خرد جمعی را ناممکن می‌دیده است و به همین سبب حاضر به همکاری نشده است. عارف صدور چندین قطعنامه در هشت سال پس از اصلاحات را یکی از نشانه‌های استفاده‌نکردن از خرد جمعی برمی‌شمرد.
جریان انحراف
وی در مورد جریان انحراف گفته است: «جریان انحراف جریان موهومی است که توسط اصولگرایان با هدف فرار به جلو و فرافکنی مسئولیت‌های اساسی این جریان در مقابل افکار عمومی مطرح شده است. اصولگرایان با حذف کامل اصلاح‌طلبان نوید حاکمیت یکدست و افزایش خدمتگزاری به مردم را وعده داده بودند.»
انتخابات سال ۸۸ و اتفاقات پس از آن
او در مورد انتخابات سال ۸۸ می‌گوید: در انتخابات سال ۸۸ تنها می‌توان از «تخلف» انتخاباتی سخن گفت و نه «تقلب» انتخاباتی. او گفته است که باید در این مورد تحلیل دقیقی صورت گیرد و ریشه‌های آن قبل و بعد از انتخابات و همچنین سهم همه افراد در آن مشخص شود و اظهار امیدواری کرده است که «در آینده فضای لازم برای امکان بحث در این زمینه در دانشگاه‌ها وجود داشته باشد تا از وقوع مجدد آن جلوگیری شود.»
حصر میرحسین موسوی و مهدی کروبی

|          | محمدرضا عارف | توییتر |
| @ir_aref |              |        |

             نقش و سهم آقایان موسوی و کروبی در انقلاب غیرقابل انکار است. هر دوی این عزیزان یک عقبه قوی در انقلاب دارند. امیدوارم هر چه زودتر مسئله حصر که باعث چالش‌هایی درون خانواده انقلاب شده حل شود.
         

        ۲۷ فوریه ۲۰۱۸

وی پس از انتخابات ریاست جمهوری یازدهم و پیروزی حسن روحانی ابراز امیدواری کرد تا با همکاری رئیس‌جمهور منتخب با نهادهای مربوط به میر حسین موسوی، مهدی کروبی و زهرا رهنورد رفع حصر شوند. او همچنین در دوران نمایندگی مجلس در اسفند ۹۶ در توییت و مصاحبه‌ای اذعان داشت که اقداماتی توسط فراکسیون امید برای رفع حصر در جریان است و او به روند کار خوشبین است. البته تا پایان کار عارف و مجلس دهم در خرداد ۹۹ این مسئله عملی نشد.
اسرائیل
عارف در مورد اسرائیل گفته است که «ما کشوری به نام اسراییل نمی‌شناسیم و از آن به عنوان رژیم اشغالگر قدس یاد می‌کنیم.»
رابطه با آمریکا
عارف در مورد رابطه با آمریکا گفته است: «من حل مشکلات را در ایجاد رابطه با آمریکا نمی‌دانم بلکه باید در داخل کشور خودمان، مشکلات را حل کنیم.» و در عین حال گفته: «من اهل تعامل و مذاکره در چارچوب منافع ملی هستم و به جای چالش، به دنبال سازش خواهم بود تا همه مردم در فضای آرام و صمیمی زندگی کنیم.»

## زندگی شخصی

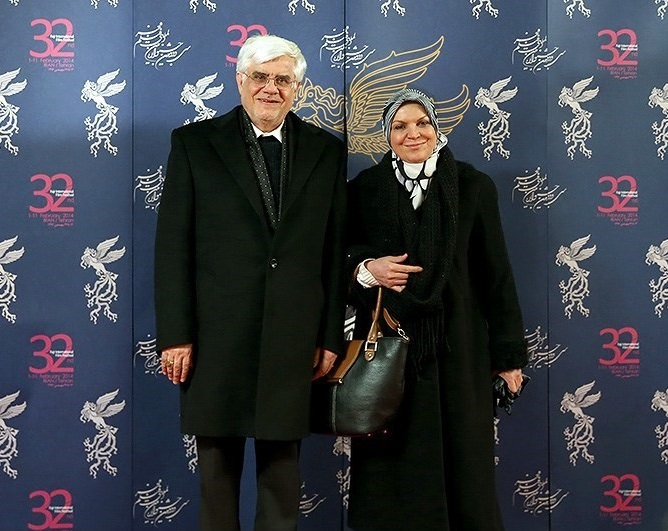
عارف به همراه همسرش در سی و دومین دوره جشنواره بین‌المللی فیلم فجر

همسر او حمیده مروج متولد سال ۱۳۳۵ در شهرستان یزد می‌باشد. محمدرضا عارف هم از آن نامزدهایی بود که به همراه همسرش برای ثبت نام در انتخابات ریاست‌جمهوری ایران (۱۳۹۲) در ستاد انتخاباتی وزارت کشور حضور پیدا کرد. حمیده مروج پزشک متخصص پوست و مو است. وی قبل از انقلاب عضو انجمن اسلامی دانشجویان در شیراز بود. او اکنون به عنوان عضو هیئت علمی، دانشیار و عضو هیئت مرکز تحقیقات لیزر دانشگاه علوم پزشکی شهید بهشتی فعالیت می‌کند. او به عنوان اولین مبتکر تولید «پوست ترمیمی» در میان متخصصان این رشته زنی نام آشنا است.
پیش از انقلاب و در زمانی که عارف به عنوان دبیر انجمن اسلامی ایران در آمریکا فعال بوده است طی نامه‌ای به انجمنهای ایران می‌خواهد که دختری را برای ازدواج با او معرفی کنند. در پی این نامه حمیده مروج که در آن زمان ۲۱ ساله بوده است به او معرفی می‌شود و با هم ازدواج می‌کنند. حاصل ازدواج محمدرضا عارف و حمیده مروج سه فرزند پسر است.
در تیر ۱۳۹۶ صحبت‌های یکی از فرزندان او به نام حمیدرضا در مورد در مورد تحصیلات دانشگاهی و تأثیر ژنتیک بر روند تحصیلی در شبکه‌های اجتماعی بازخورد وسیعی داشت. او در قسمتی از این مصاحبه اظهار کرده بود که: «... هر کسی که توانایی داشته و به نقطه ای رسیده، حتماً استعدادهایی در وجودش بوده؛ بالاخره تأثیر وراثت وجود دارد، ژن خوب دارد. پدر و مادر من هر دو جزو شاگرد اول‌های کنکور در کشور بودند، مادر من رتبه ۱۵ کنکور داشته؛ این ژن منتقل می‌شود. ما سه برادر، هر سه درس‌هایمان خوب بوده و خوب تحصیل کردیم؛ من خودم بعد از اینکه تحصیلاتم در دانشگاه صنعتی شریف به اتمام رسید، در سال ۸۵ رفتم آمریکا و با رزومه و نمرات خوبم در دانشگاه جرج واشینگتن پذیرش گرفتم و دکترای روابط بین‌الملل را در دانشگاه فلوریدا خواندم. آنجا نگاه نمی‌کنند که تو پسر چه کسی هستی؟ به رزومه نگاه می‌کنند.»

## تاریخچه انتخاباتی
| سال  | انتخابات          | آرا       | ٪    | رتبه | نتیجه     |
| ---- | ----------------- | --------- | ---- | ---- | --------- |
| ۱۳۸۶ | مجلس شورای اسلامی | –         | –    | –    | کناره‌گیری |
| ۱۳۹۲ | ریاست جمهوری      | –         | –    | –    | کناره‌گیری |
| ۱۳۹۴ | مجلس شورای اسلامی | ۱٬۶۰۸٬۹۲۶ | ۴۹٫۵ | نخست | پیروزی    |